# Associazione Calcio Lecco 1956-1957
Questa voce raccoglie le informazioni riguardanti l'Associazione Calcio Lecco nelle competizioni ufficiali della stagione 1956-1957.

## Avvenimenti
Nella stagione 1956-1957 il Lecco disputò il quindicesimo campionato di Serie C della sua storia. Al termine della stagione ottenne la promozione in B piazzandosi al secondo posto con 45 punti, il torneo è stato vinto con 48 punti dal Prato. Sono retrocesse il Siracusa, il Treviso ed il Molfetta.
Il Lecco ritorna tra i cadetti dopo dieci anni di assenza. Il miracolo è compiuto grazie alla determinazione del presidente Mario Ceppi e dei suoi collaboratori, ma anche alla maestria di un allenatore di grande umanità e spessore come Camillo Achilli, coadiuvato nelle vesti di direttore tecnico da Arrigo Morselli. Fortissimi in casa, i biancoblù cedono solo alla Mestrina il giorno dell'Epifania. Con 10 reti realizzate Sergio Quoiani è il miglior realizzatore stagionale, Clemente Gotti e Angelo Mologni ne realizzano 9 a testa. Il campionato si decide sul filo di lana, i lanieri toscani del Prato hanno già ottenuto la Promozione, all'ultima giornata lo lotta è ancora aperta tra il Lecco ed i granata campani della Salernitana, che hanno un punto in meno dei biancoblù. Il 16 giugno nell'ultima giornata del torneo il Lecco batte (2-1) la Sanremese con una doppietta di Clemente Gotti, che rendono vano il successo dei campani al "Vestuti" contro il Vigevano. Finalmente si ritorna in Serie B.

## Divise
| 1ª divisa |

## Organigramma societario
Area direttiva
- Commissario straordinario: Mario Ceppi

Area tecnica
- Direttore tecnico: Arrigo Morselli
- Allenatore: Camillo Achilli

## Rosa
| N. |                   | Ruolo | Calciatore        |
| -- | ----------------- | ----- | ----------------- |
|    | Italia (bandiera) | P     | Bruno Ducati      |
|    | Italia (bandiera) | P     | Angelo Franzosi   |
|    | Italia (bandiera) | P     | Giancarlo Sartin  |
|    | Italia (bandiera) | D     | Orlando Biagi     |
|    | Italia (bandiera) | D     | Giancarlo Galli   |
|    | Italia (bandiera) | D     | Luigi Norbiato    |
|    | Italia (bandiera) | D     | Angelo Stucchi    |
|    | Italia (bandiera) | D     | Enrico Tantardini |
|    | Italia (bandiera) | C     | Camillo Achilli   |
|    | Italia (bandiera) | C     | Francesco Duzioni |

| N. |                   | Ruolo | Calciatore          |
| -- | ----------------- | ----- | ------------------- |
|    | Italia (bandiera) | C     | Piero Fioroni       |
|    | Italia (bandiera) | C     | Clemente Gotti      |
|    | Italia (bandiera) | C     | Giovanni Martorelli |
|    | Italia (bandiera) | A     | Romano Cori         |
|    | Italia (bandiera) | A     | Franco Fontanot     |
|    | Italia (bandiera) | A     | Giuseppe Marchioro  |
|    | Italia (bandiera) | A     | Angelo Mologni      |
|    | Italia (bandiera) | A     | Sergio Quoiani      |
|    | Italia (bandiera) | A     | Virginio Ubiali     |
|    | Italia (bandiera) | A     | Luigi Zambelli      |

## Risultati

### Serie C

#### Girone d'andata
| Arbitro: | Maghernino (San Severo) |

|               |           |  |
| Scroccaro 36’ | Marcatori |  |

| Arbitro: | Corallo (Lecce) |

|                           |           |             |
| Massagrande 40’, 66’, 79’ | Marcatori | 84’ Mologni |

| Arbitro: | De Magistris (Torino) |

|                                                             |           |                  |
| Gotti 25’ Duzioni 31’ Fontanot 45’ Cori 63’, 77’ Ubiali 73’ | Marcatori | 35’, 90’ Badiali |

| Arbitro: | Morini (Reggio Emilia) |

|             |           |  |
| Mologni 23’ | Marcatori |  |

| Arbitro: | Caputo (Napoli) |

|             |           |                      |
| Turotti 53’ | Marcatori | 61’ Cori 64’ Mologni |

| Arbitro: | Gambarotta (Genova) |

|                          |           |  |
| Fontanot 22’ Mologni 36’ | Marcatori |  |

| Cremona 28 ottobre 1956 7ª giornata | Cremonese       | 0 – 0 | Lecco | Stadio Giovanni Zini\| Arbitro: \| Perego (Milano) \| |
| Arbitro:                            | Perego (Milano) |       |       |                                                       |

| Arbitro: | Bartolomei (Roma) |

|                  |           |              |
| Gotti 27’ (rig.) | Marcatori | 45’ Catalani |

| Arbitro: | De Gregorio (Legnano) |

|  |           |                              |
|  | Marcatori | 26’, 75’ Quoiani 90’ Mologni |

| Arbitro: | Cataldo (Reggio Calabria) |

|                       |           |              |
| Gotti 43’, 69’ (rig.) | Marcatori | 56’ Sperotto |

| Arbitro: | Fornari (Bologna) |

|               |           |              |
| Corradino 56’ | Marcatori | 82’ Zambelli |

| Arbitro: | Tavolini (Ferrara) |

|             |           |              |
| Quoiani 85’ | Marcatori | 88’ Cianetti |

| Arbitro: | Grignani (Milano) |

|                  |           |            |
| Longoni 70’, 83’ | Marcatori | 2’ Mologni |

| Arbitro: | Ascari (Carpi) |

|  |           |          |
|  | Marcatori | 5’ Canal |

| Arbitro: | Basciu (Genova) |

|                         |           |               |
| Quoiani 18’ Mologni 38’ | Marcatori | 6’ Puccinelli |

| Arbitro: | Babini (Ravenna) |

|                            |           |                          |
| Cergoli 44’ Verrocchio 66’ | Marcatori | 60’ Duzioni 67’ Zambelli |

| Arbitro: | De Magistris (Torino) |

|        |           |  |
| Rao 6’ | Marcatori |  |

#### Girone di ritorno
| Lecco 3 febbraio 1957 18ª giornata | Lecco           | 0 – 0 | Catanzaro | Stadio Mario Rigamonti\| Arbitro: \| Gestro (Genova) \| |
| Arbitro:                           | Gestro (Genova) |       |           |                                                         |

| Arbitro: | Gambarotta (Genova) |

|                       |           |  |
| Quoiani 22’ Gotti 54’ | Marcatori |  |

| Siracusa 17 febbraio 1957 20ª giornata | Siracusa     | 0 – 0 | Lecco | Stadio Vittorio Emanuele III\| Arbitro: \| Vanni (Pisa) \| |
| Arbitro:                               | Vanni (Pisa) |       |       |                                                            |

| Reggio Calabria 24 febbraio 1957 21ª giornata | Reggina            | 0 – 0 | Lecco | Stadio Comunale\| Arbitro: \| Campagna (Palermo) \| |
| Arbitro:                                      | Campagna (Palermo) |       |       |                                                     |

| Arbitro: | Gay (Asti) |

|                         |           |                    |
| Zambelli 18’ Ubiali 54’ | Marcatori | 86’ (rig.) Savigni |

| Siena 10 marzo 1957 23ª giornata | Siena               | 0 – 0 | Lecco | Stadio del Rastrello\| Arbitro: \| Gambarotta (Genova) \| |
| Arbitro:                         | Gambarotta (Genova) |       |       |                                                           |

| Arbitro: | De Gregorio (Legnano) |

|                  |           |  |
| Gotti 70’ (rig.) | Marcatori |  |

| Arbitro: | Angelini (Firenze) |

|               |           |                  |
| Mazzucchi 54’ | Marcatori | 64’ (rig.) Gotti |

| Lecco 31 marzo 1957 26ª giornata | Lecco            | 0 – 0 | Pavia | Stadio Mario Rigamonti\| Arbitro: \| Rebuffo (Milano) \| |
| Arbitro:                         | Rebuffo (Milano) |       |       |                                                          |

| Treviso 7 aprile 1957 27ª giornata | Treviso      | 0 – 0 | Lecco | Stadio Omobono Tenni\| Arbitro: \| Adami (Roma) \| |
| Arbitro:                           | Adami (Roma) |       |       |                                                    |

| Arbitro: | Canepa (Genova) |

|             |           |  |
| Quoiani 33’ | Marcatori |  |

| Arbitro: | Gambarotta (Genova) |

|  |           |                  |
|  | Marcatori | 35’, 40’ Mologni |

| Arbitro: | Annoscia (Bari) |

|                                      |           |  |
| Quoiani 18’ Mologni 37’ Fontanot 46’ | Marcatori |  |

| Arbitro: | Angelini (Firenze) |

|                               |           |                  |
| Veglianetti 22’ Silvestri 43’ | Marcatori | 25’, 78’ Quoiani |

| Arbitro: | Adami (Roma) |

|  |           |              |
|  | Marcatori | 16’ Zambelli |

| Arbitro: | Basciu (Genova) |

|              |           |  |
| Fontanot 53’ | Marcatori |  |

| Arbitro: | Famulari (Messina) |

|                       |           |              |
| Gotti 32’ (rig.), 79’ | Marcatori | 80’ Trevisan |

## Statistiche

### Statistiche di squadra
| Competizione | Punti | In casa | In casa | In casa | In casa | In casa | In casa | In trasferta | In trasferta | In trasferta | In trasferta | In trasferta | In trasferta | Totale | Totale | Totale | Totale | Totale | Totale | DR  |
| Competizione | Punti | G       | V       | N       | P       | Gf      | Gs      | G            | V            | N            | P            | Gf           | Gs           | G      | V      | N      | P      | Gf     | Gs     | DR  |
| ------------ | ----- | ------- | ------- | ------- | ------- | ------- | ------- | ------------ | ------------ | ------------ | ------------ | ------------ | ------------ | ------ | ------ | ------ | ------ | ------ | ------ | --- |
| Serie C      | 45    | 17      | 12      | 4       | 1       | 27      | 9       | 17           | 4            | 9            | 4            | 16           | 14           | 34     | 16     | 13     | 5      | 43     | 23     | +20 |

### Statistiche dei giocatori[2]
| Giocatore     | Serie C  | Serie C |
| Giocatore     | Presenze | Reti    |
| ------------- | -------- | ------- |
| C. Achilli    | 4        | 0       |
| O. Biagi      | 24       | 0       |
| R. Cori       | 18       | 3       |
| B. Ducati     | 17       | -8      |
| F. Duzioni    | 34       | 2       |
| P. Fioroni    | 12       | 0       |
| F. Fontanot   | 24       | 4       |
| A. Franzosi   | 15       | -11     |
| G. Galli      | 32       | 0       |
| C. Gotti      | 32       | 9       |
| G. Marchioro  | 1        | 0       |
| G. Martorelli | 26       | 0       |
| A. Mologni    | 25       | 10      |
| L. Norbiato   | 10       | 0       |
| S. Quoiani    | 23       | 9       |
| G. Sartin     | 2        | -4      |
| A. Stucchi    | 19       | 0       |
| E. Tantardini | 17       | 0       |
| V. Ubiali     | 19       | 2       |
| L. Zambelli   | 20       | 4       |